# Фантазія мандрівник
Фантазія до мажору, соч. 15 (D. 760), відома загалом як Фантазія Мандрівника, є чотиричастинною фантазією для соло фортепіано, створеною Францем Шубертом у 1822 році. Це широко вважається найбільш технічно вимогливою композицією Шуберта для фортепіано. Сам Шуберт сказав: «Диявол може її грати», посилаючись на власну неспроможність грати її належним чином.

## Історична довідка
Шуберт створив цей твір наприкінці 1822 року, відразу після припинення роботи над «Незакінченою симфонією» під час намагання скласти її незакінчене скерцо. Він написав його для та присвятив Карлу Емануелю Лібенбергу фон Ціттіну, який вивчав гру на фортепіано у Йоганна Непомука Гуммеля, надіючись на певну винагороду за цю відданість. Це не лише технічно складний виклик для виконавця, але й структурно складна чотирьохчастинна композиція, яка поєднує тему й варіації з сонатною формою. Кожний рух переходить в наступний, замість завершення остаточною визначною каденцією, і кожен рух розпочинається варіацією відкривальної фрази його ліду «Der wanderer», D. 489. Другий рух, позначений «адажіо», подає тему практично тим самим способом, як це відбувається у пісні, тоді як три швидкі рухи починаються з варіантів у скороченні (тобто, скорочених нотних значень): перший рух, «аллегро кон фуоко ма нон троппо», є монотематичною сонатною формою, в якій друга тема є іншим варіантом, третій, «престо», — скерцо в триметровому такту, а фінал, просто позначений «аллегро», розпочинається як квазі-фуга та надає зростаючих вимог до технічних та інтерпретаційних навичок виконавця, наближаючись до свого завершення.

## Структура
Вся робота ґрунтується на одному єдиному основному мотиві, з якого розвиваються всі теми. Цей мотив витягнуто із теми другого руху, в мінорі до дієза, що є послідовністю варіацій на мелодію з ліду «Der wanderer», який Шуберт написав у 1816 році. І саме з цього набору варіацій походить популярна назва цієї роботи
Усі чотири рухи виконуються без перерви. Після першого руху «Аллегро кон фуоко ма нон троппо» у до-мажорі та другого руху «Адажіо» (який починається в до-дієз-мінорі і закінчується в мі-мажорі), слідує скерцо «престо» у ля-бемоль-мажорі та технічно трансцендентальний фінал, який починається у фугато, повертаючись до до-мажору, і стає все більш віртуозним, наближаючись до свого гучного нефугального завершення.

## Транскрипції Ліста
Угорський композитор Ференц Ліст, який був захоплений Фантазією Мандрівника, транскрибував її для фортепіано та оркестру (S.366) та для двох фортепіано (S.653). Він додатково відредагував оригінальний нотний текст, додавши деякі різноманітні інтерпретації у вигляді альтернативних варіантів, і здійснив повну перестановку фінального руху (S.565a).

## Записи
- Пауль Бадура-Шкода (фортепіано Конрада Графа, бл. 1824)
- Деніел Пол Горн (фортепіано Конрада Графа, бл. 1829)
- Нарухіко Кавагуті (фортепіано Кріса Мейна за Конардом Графом, 1817)
- Вівіана Софроницька (фортепіано Пола Макналті за Конардом Графом, 1819)
- Олександр Мельников (фортепіано Алоїза Граффа, бл. 1828—1935)
- Ян Вермюлен (фортепіано Наннет Штрайхер, 1826)